# هجوم محطة سكة حديد تشابلين
في يوم 24 أغسطس 2022 وهو يوم ذكرى استقلال أوكرانيا، تعرضت محطة سكة حديد بلدة تشابلين في دنيبروبتروفسك أوبلاست لهجوم من قبل القوات المسلحة الروسية مما أسفر عن مقتل 25 شخصًا على الأقل (من بينهم طفلان يبلغان من العمر 6 و 11 عامًا) وجرح حوالي 31 شخصًا.